# Эдуардс, Джордж
Джордж Джозеф Эдуардс (англ. George Edwardes; 8 октября 1855, Гримсби, Северо-Восточный Линкольншир — 4 октября 1915, Лондон) — британский театральный деятель, режиссёр, антрепренёр, продюсер, предприниматель ирландского происхождения. Зачинатель новой эры в музыкальном театре на британской сцене.

## Биография
К 20-годам руководил театрами Ричарда Д’Ойли Карта.
В 1885 году Эдвардс стал менеджером в дублинском Театре «Гейети», затем лондонских театров «Савой» (1881—1885), «Гейети» (1885—1910), «Дейлис» (1893—1913). В течение трёх десятилетий Эдвардс руководил многими театральными коллективами, включая Gaiety, Daly’s Theater, Adelphi Theater и другими, осуществил гастрольные компании по Великобритании и за границу.
В театрах, руководимых Д. Эдуардсом, были сильные актёрские труппы, они пользовались большой популярностью. В начале 1890-х годов Д. Эдуардс осознал меняющиеся вкусы публики музыкального театра и осуществил движение от бурлеска и комической оперы к эдуардианской музыкальной комедии. Деятельность Д. Эдуардса способствовала утверждению музыкальной комедии на английской сцене.
Похоронен на кладбище Кенсал-Грин.

## Избранные постановки
- «Дороти» Стивенсона, муз. Селлера (1886),
- «Продавщица» Дэма, муз. Кариоса и Монктона (1894),
- «Гейша» Холла, муз. Джонса (1896),
- «Весёлая вдова» Легара (1907),
- «Принцесса доллара» де Фальи и др.